# Helen Mack
Ne doit pas être confondu avec Helen Mack Chang.
Pour les articles homonymes, voir Mack.
Helen Mack (parfois créditée Helen Macks) est une actrice américaine, de son vrai nom Helen McDougall, née le 12 novembre 1913 à Rock Island (Illinois, États-Unis), décédée le 13 août 1986 à Beverly Hills (Californie, États-Unis).

## Biographie
Au cinéma, Helen Mack (pseudonyme) collabore à quarante-quatre films américains, les cinq premiers muets, sortis en 1923 et 1924, donc lorsqu'elle est enfant (petits rôles parfois non crédités). Puis elle apparaît dans trente-neuf films parlants, jusqu'en 1945, année où elle se retire. Son premier film parlant, sorti en 1931, est L'Assommoir, dernière réalisation de D. W. Griffith. Deux ans après, en 1933, elle interprète le rôle d’Hilda (un de ses mieux connus) dans Le Fils de Kong, avec Robert Armstrong — suite du mythique King Kong, également avec Armstrong et sorti la même année. Mentionnons encore son rôle de Mollie Malloy, dans la screwball comedy, La Dame du vendredi, sortie en 1940, aux côtés de Rosalind Russell et Cary Grant.
Au théâtre, Helen Mack débute à Broadway (New York) en décembre 1923, à dix ans, et y joue dans trois pièces, la dernière de septembre 1929 à mai 1930, avant une ultime apparition de décembre 1934 à janvier 1935, lors d'une revue. Durant la même période, elle joue aussi hors Broadway, notamment dans le répertoire du vaudeville.
Pour sa contribution au cinéma, une étoile lui est dédiée sur le Walk of Fame d'Hollywood Boulevard.

## Filmographie
- 1923 : Les Comédiens (Success) de Ralph Ince
- 1923 : Zaza de Allan Dwan
- 1924 : Grit de Frank Tuttle
- 1924 : Calomnie (Pied Piper Malone) de Alfred E. Green
- 1931 : L'Assommoir (The Struggle) de D. W. Griffith
- 1932 : The Silent Witness (en) de R.L. Hough et Marcel Varnel
- 1932 : Dans la ville endormie (en) (While Paris sleeps) de Allan Dwan
- 1933 : The California Trail (en) de Lambert Hillyer
- 1933 : Grand Bazar (Sweepings) de John Cromwell
- 1933 : Croisière sentimentale (Melody Cruise) de Mark Sandrich
- 1933 : Dans la purée de Londres (Blind Adventure) d'Ernest B. Schoedsack
- 1933 : Christopher Bean (en) de Sam Wood
- 1933 : Fargo Express (en) de Alan James
- 1933 : Le Fils de Kong (The Son of Kong) de Ernest B. Schoedsack
- 1934 : All of Me de James Flood
- 1934 : Kiss and Make-Up de Harlan Thompson
- 1934 : You Belong to Me de Alfred L. Werker
- 1934 : La Môme boule de gomme (en) (The Lemond Drop Kid) de Marshall Neilan

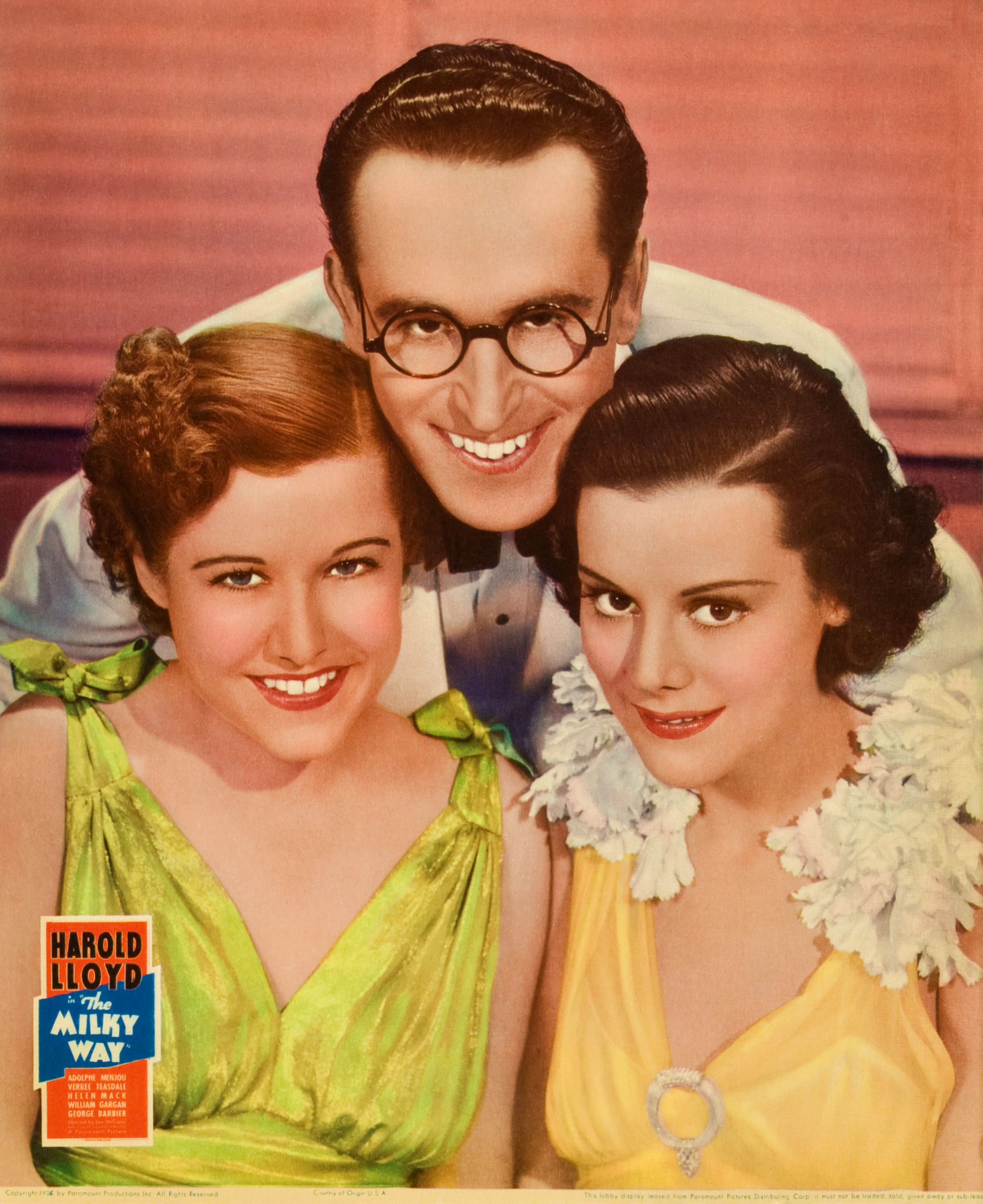
De gauche à droite : Dorothy Wilson, Harold Lloyd et Helen Mack, dans Soupe au lait (1936)
- poster promotionnel -

- 1934 : College Rhythm de Norman Taurog
- 1935 : Le Capitaine Ouragan (en) (Captain Hurricane) de John S. Robertson
- 1935 : La Source de feu (She) de Lansing C. Holden et Irving Pichel
- 1935 : Ultime Forfait (Four Hours to Kill!) de Mitchell Leisen
- 1935 : Le Retour de Peter Grimm (The Return of Peter Grimm) de George Nichols Jr. et Victor Schertzinger
- 1936 : Soupe au lait (The Milky Way) de Leo McCarey
- 1937 : A Doctor's Diary (en) de Charles Vidor
- 1937 : Échec au crime (I Promise to Pay) de D. Ross Lederman
- 1937 : Le Dernier Train de Madrid (The Last Train from Madrid) de James Patrick Hogan
- 1937 : You Can't Buy Luck (en) de Lew Landers
- 1937 : Fit for a King (en) d'Edward Sedgwick
- 1937 : The Wrong Road (en) de James Cruze
- 1938 : Les As du reportage (en) (King of the Newsboys) de Bernard Vorhaus
- 1938 : I stand accused de John H. Auer
- 1938 : Secrets of a Nurse d'Arthur Lubin
- 1938 : Gambling Ship d'Aubrey Scotto
- 1939 : Le Mystère de la chambre blanche (en) (Mystery of the White Room) d'Otis Garrett
- 1939 : Mickey the Kid (en) d'Arthur Lubin
- 1939 : Sous faux pavillon (Calling All Marines) de John H. Auer
- 1940 : La Dame du vendredi (His Girl Friday) de Howard Hawks
- 1940 : Girls of the Road (en) de Nick Grinde
- 1941 : Power Dive de James Patrick Hogan
- 1944 : Le bonheur est pour demain (And Now Tomorrow) d'Irving Pichel
- 1945 : Strange Holiday (en) d'Arch Oboler
- 1945 : Divorce (en) de William Nigh

## Théâtre (à Broadway)
Pièces, sauf mention contraire
- 1923-1924 : Neighbors de Leon Cunningham, avec Josephine Hull
- 1926-1927 : Yellow de Margaret Vernon, production de George M. Cohan, avec Chester Morris, Selena Royle, Spencer Tracy
- 1929-1930 : Subway Express d'Eva Kay Flint et Martha Madison, avec Barton MacLane, Sidney Salkow
- 1934-1935 : Calling All Stars, revue, musique d'Harry Akst, lyrics et production de Lew Brown, sketches de Lew Brown et autres, orchestrations d'Hans Spialek et Conrad Salinger, mise en scène des sketches de Thomas Mitchell et Lew Brown